# Vincent TV Producties
Vincent TV Producties, soms ook wel Vincent TV Productions genoemd, is een Nederlands productiebedrijf opgericht door Vincent ter Voert, Vera Driessen en Ruud van Breugel. De naam van het bedrijf stamt af van de eerst genoemde oprichter, Vincent ter Voert. Het bedrijf werd opgericht in 2014 en werkt sindsdien als onafhankelijk televisieproducent voor zowel de publieke als de commerciële omroepen en digitale broadcasters in Nederland.
Het productiebedrijf wist in 2018 met hun programma Beau Five Days Inside en in 2019 met Chateau Meiland de Gouden Televizier-Ring te winnen.

## Producties
Hieronder een selectie van televisieprogramma's die zijn geproduceerd door Vincent TV Producties:
- I can make you a supermodel (2014-2019)
- Ruben en de idioten (2016-2017)
- Mr. Frank Visser doet uitspraak (2016-heden)
- Kitchen impossible (2016-2018)
- Steenrijk, straatarm (2017-heden)
- Mr. Frank Visser rijdt visite (2017-2020)
- Je geld of mijn leven (2018-2019)
- Een klas vol ouders (2018)
- Mr. Frank Visser: hoe is het nu met? (2018-heden)
- Hoe doen ze het? (2018-2019)
- Foute boel (2018-2019)
- Paleis voor een prikkie (2018-2020)
- Jullie huis, onze regels (2018)
- Beau Five Days Inside (2018-2019)
- Chateau Meiland (2019-heden)
- Nienke & Resley weten het zeker (2019)
- Iris en de 12 dates (2019)
- Betrapt! (2019)
- Pretty & Single (2019-heden)
- Gordon in Wonderland (2019)
- Je droom achterna: Een Frans kasteel (2019)
- BankGiro Miljonairs (2019-heden)
- Onrecht! (2019)
- Seven Years Switch: Blijven of scheiden (2019)
- Misdaad Advocaten (2019)
- Five Days Inside (2020-heden)
- De andere kant van Nederland (2019-2020)
- Bij ons op het kamp (2020-2023)
- Pech op de piste (2020)
- De Hit Kwis (2020)
- Marsof: special forces van Nederland (2020)
- Drag Race Holland (2020-heden)
- Wordt u al geholpen? (2020-2022)
- Borsato's Budget Bruiloft (2020)
- Dragons' Den (2020-heden)
- Alle hens aan dek (2020)
- Château Planckaert (2020-heden)
- Verboden liefde (2021-heden)
- E.O.D.: Explosieven Opruimings Dienst (2021)
- Petit Chateau (2021)
- Socials, seks & centen (2021)
- Donnie op de monnie (2021)
- A star is born (2021)
- De ware Jacob (2022)
- Goud zuid (2023)
- Ruud & Olcay (2023)
- Love Raft (2023)
- Chateau Meiland VIPS (2024-heden)[5]
- Het Kinderziekenhuis (2024-heden)[6]
- Chateau Meiland en Route (2024-heden)[7]